# مقاولة صناعية
المقاولة وحدة للإنتاج تعتمد على العمل والرأسمال النقدي والتقني (مال، آلات وتجهيزات) لإنتاج منافع (سلع)، أو خدمات لتلبية حاجيات المستهلك، وتسعى من وراء ذلك إلى تحقيق الأرباح.

## محاسبة شركات المقاولات
الاعتراف بالإيراد في محاسبة شركات المقاولات؟
ماهى قيود اليومية المطبقه على العمليات الماليه في محاسبة المقاولات؟
من خلال المقال هذاسنتعرف علي كيفيه الاعتراف بايردات ومصروفات اى عقد مقاولات، وازاى بيتم تسجيلها كقيود يوميه في نظام محاسبة شركات المقاولات المتكامل.
خلينا نبدأ من نقطة اننا كشركة مقاولات دخلنا مناقصه وكسبناها واتعاقدنا فعليا مع العميل وبيانات العقد بالشكل ده:
قيمة العقد: 1000000 جنيه
التكاليف المقدرة: 800000 جنيه
مدة العقد: سنتين
ماهى مراحل الاعتراف بالإيراد في محاسبة شركات المقاولات؟
المرحلة الأولى:
ودى المرحلة اللى بنبدأ فيها ناخد دفعه مقدمه من العميل بتاعنا أو مالك المشروع عشان نبدأ ننفذ شغلنا، والدفعة المقدمة دى هاتكون بمثابة التزام علينا لحد مانثبت استحقاق معين على المالك.
قيد الدفعة المقدمة:
100000 من ح / النقديه (البنك)
100000 إلى ح / عملاء عقود تحت الإنشاء (العميل..)
(قيد اثبات تحصيل دفعه مقدمه من العميل...مالك المشروع....)
المرحلة الثانية:
```
من مراحل دورة محاسبة المقاولات وتطبيقها على برنامج محاسبة شركات المقاولات ودى مرحلة التنفيذ الفعليه وهنا بنبدأ نشتغل ونتكبد تكاليف فعليه وقبل مانبدأ في تسجيل التكاليف دى لازم نعرف اننا كمحاسبين بنتكبد نوعين من التكاليف:
```

النوع الأول: ودى التكاليف المباشرة اللى بننفقها على المشروعات اللى ماسكينها ودول شوية بنود منهم واللى لازم نكون عارفين التوجيه المحاسبي السليم لبنود التكاليف دى في اطار محاسبة شركات المقاولات:
1-المواد والخامات المستخدمه مباشرة في المشروع زى الطوب والاسمنت الرمل وممكن المواد دى اكون بشتريها بشكل مباشر من الموردين وبوزعها على المشروعات أو انى بشتريها واخزنها وبعد كدا اوزعها على المشروعات وعشان كدا خصصنا مقال عن انك ازاى تبنى نظام مخزنى متكامل.
2-اجور العمال اللى شغالين على المشروعات اللى انا ماسكها ودى بردو خصصنالها مقال بعنوان قيد الاجور والرواتب.
3-ونقدر نضيف على البندين دول مصروفات استئجار الالات مستخدمه في المشاريع ومصروفات ومصروفات التصمييمات الهندسيه وغيرها من التكاليف المتعلقه مباشرة بالمشروع.
```
النوع التانى: ودى عباره عن التكاليف الغير المباشرة زى اجور الاداره والمصروفات الاداريه ودى تكاليف فتره بتتحمل على قائمة الدخل في سنة تكبدها وكنظام محاسبة شركات المقاولات مش باعتبرها من ضمن تكاليف المشروعات.
```

ملحوظه هامة:
تسجيل التكاليف اللى بتحملها في محاسبة شركات المقاولات:
مبدئيا عشان نقدر نقول ان التوجيه المحاسبي بتاعنا سليم لازم يكون عندنا حساب في شجرة الحسابات في الاصول المتداوله اسمه عقود تحت التنفيذ (تحت الإنشاء) ودا الحساب اللى بنثبت بيه جميع التكاليف المتكبده على المشاريع عشان نقدر نعرف احنا وصلنا لحد فين في المشروعات بتاعتنا واتكلفنا في كل مشروع اد ايه بالضبط من كل بند من بنود التكاليف المختلفه.
ولنفترض اننا تكلفنا مواد بمبلغ 2000000ج واجور بمبلغ 100000ج ومصروفات مباشره (زى التصميمات) بمبلغ 100000ج.
في الحالة دى هانثبت القيد بتاعنا بالشكل ده:
400000 من ح / عقود تحت الإنشاء (مشروع العميل...)
```
200000ج مواد ومستلزمات
100000 ج اجور وراتب
100000 ت. مباشره وتصميميات
إلى مذكورين
```

200000 ح / مخزن الخامات (أو الموردين)
100000 ح/ اجور مستحقه للعاملين
100000 ح / حسايات دائنه أخرى
المرحلة الثالثه:
وهي الاعتراف بالإيراد اللى بيخص العام ودى أهم مرحله على الإطلاق اللى بقول فيها انا الدخل بتاعى اد ايه والتكاليف بتاعى اد ايه:
في الأول بيتم حساب الإيراد اللى بيخص السنه وفقا لنسبة الإنجاز:
وبنحسب نسبة الإنجاز بالمعادلة البسيطه دى:
نسبة الإنجاز = التكاليف الفعليه ÷اجمالى التكاليف المقدرة حتى اتمام العقد
وفي السنه الأولى هاتكون نسبة الإنجاز بالشكل ده: 400000 اجمالى المنفق فعليا ÷ 800000 اجمالى المقدر = 50 %
```
وبكدا الإيراد اللى هايخص السنه هايكون بالشكل ده: 1000000 اجمالى قيمة التعاقد 50 % نسبة الإتمام = 500000
```

بعد كدا بنثبت قيد الاعتراف بايرادات وتكاليف العقد في محاسبة شركات المقاولات واللى هانقرر عنها في قائمة الدخل بالشكل ده:
400000ج من ح / تكاليف عقود تحت التنفيذ
100000 من ح / عقود تحت التنفيذ (بالفرق)
500000 إلى ح / ايرادات عقود تحت التنفيذ
(قيد اثبات مايخص الفترة من ايراد وتكلفه للمشروعات)

### عناصر العمل
لصناعة منتوج (سلعة) نحتاج ما يلي:

#### مواد أولية

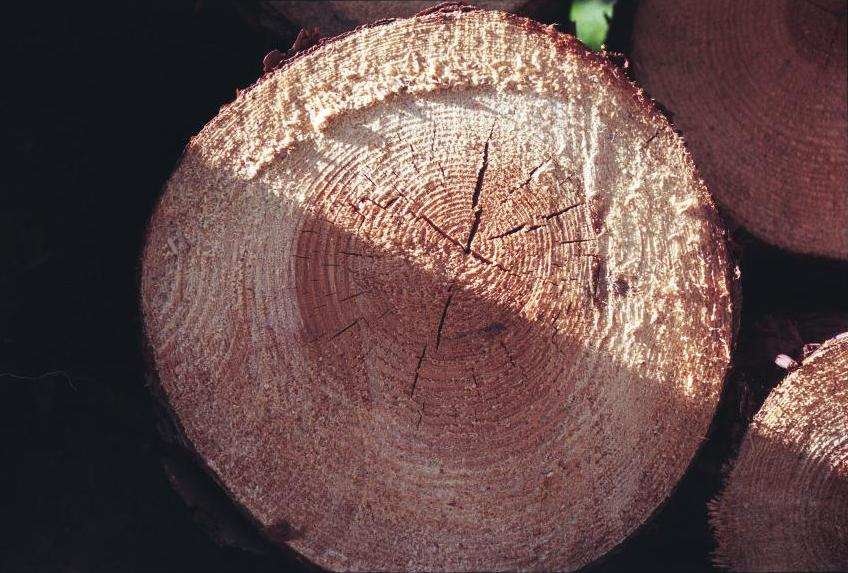
الخشب، من المواد الأولية لإنتاج منتوج معين

المادة الأولية هي المادة الخام (أو المصنعة)، المواد الأساسية لصناعة منتوج، مثل:
- حديد
- مواد بلاستيكية
- خشب
- ورق…

#### أجهزة وآلات

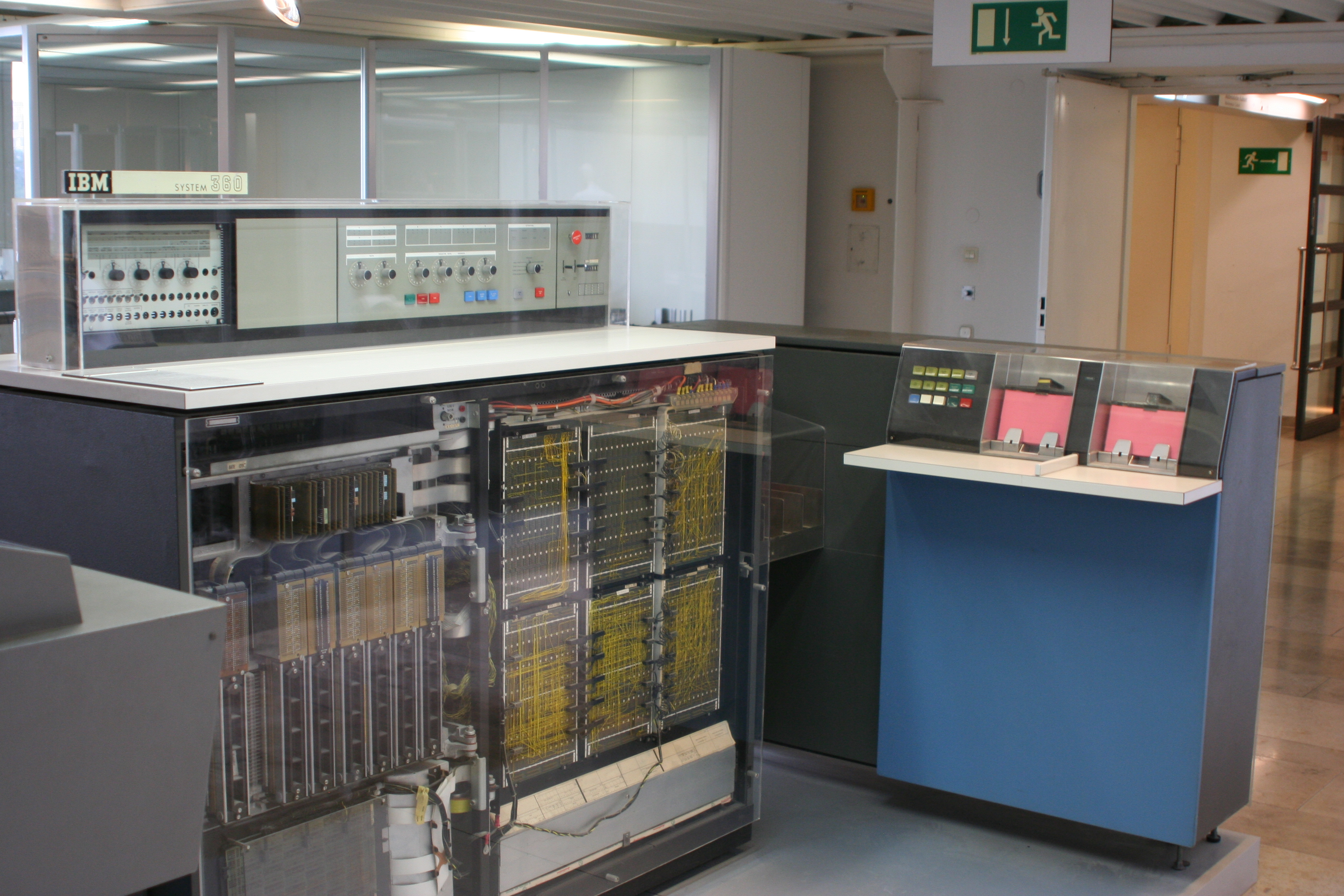
حاسوب متحكم في آلات تابعة لمقاولة

تستعمل الآلات لتسهيل بعض المهام التي قد تبدو أحيانا مستحيلة للإنجاز البشري، وخير مثال على ذلك جهاز الحاسوب، و:
- أجهزة التلفيف والتعليب
- آلات طلاء السيارات
- آلات التجفيف…

#### اليد العاملة

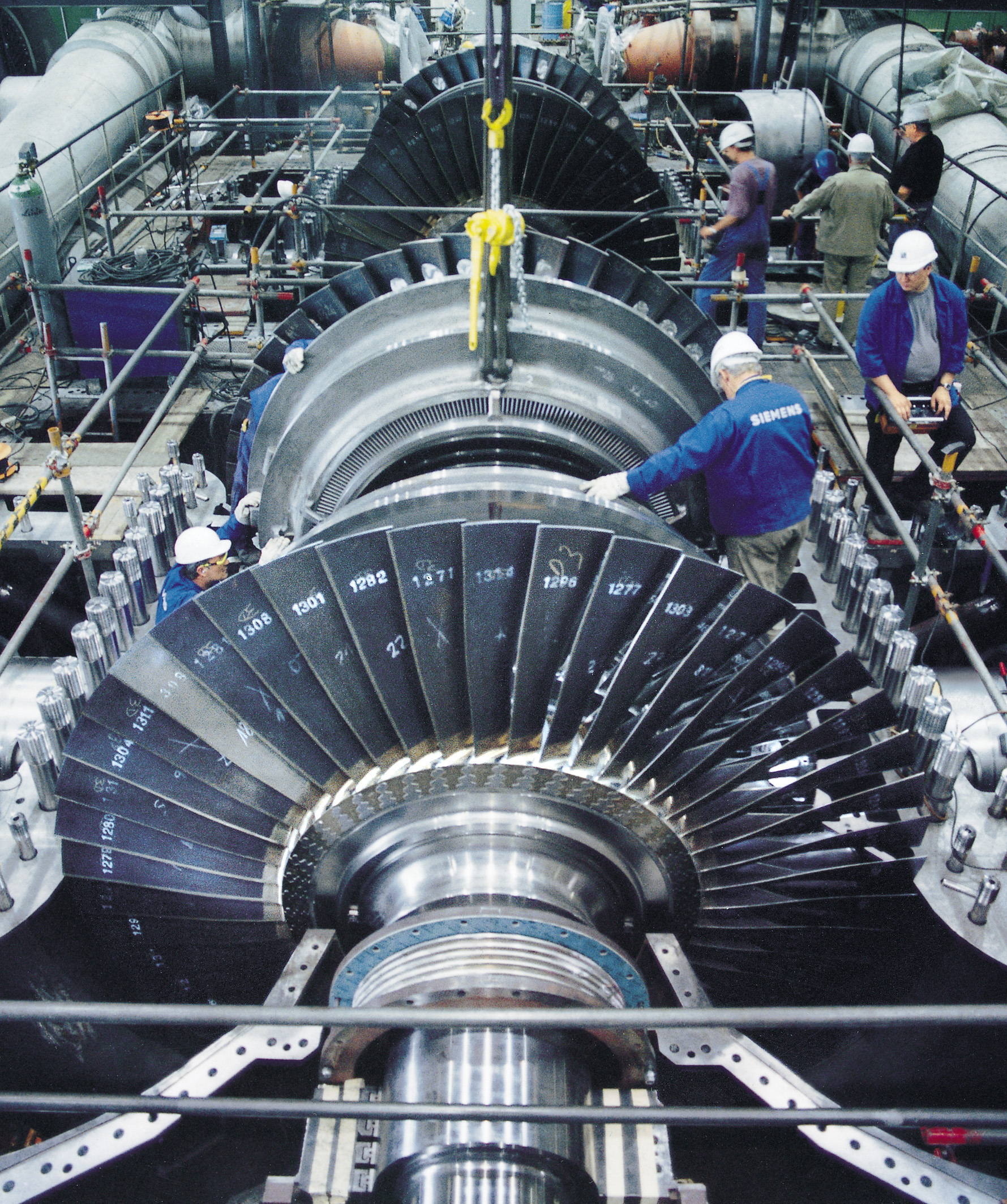
عامل بإحدى المقاولات

اليد العاملة هي الجزء الأساسي لإنشاء مقاولة، إذ لا يمكن وجود عمال يسيرونها، ويهتمون لأمرها ك:
- مهندسين
- تقنيون
- مشْهِرون

إذاً كل هذه العناصر تسمى عناصر العمل (عوامل الإنتاج).
التنظيم الذي يجمع عناصر العمل بالرأسمال يسمى: مقاولة.
تقوم المقاولة بإنتاج منتوجات، وتسعى من وراء ذلك إلى تحقيق الأرباح.

#### أمثلة
ومن أمثلة المقاولات نذكر:
- شركة اتصالات
- مستشفى الأردن
- شركة كوكاكولا
- موقع فيسبوك...

### تصنيف المقاولات
تصنف المقاولات حسب مجموعة من المعايير هي:
1. ملكية الرأسمال
2. حجم المقاولة
3. نشاط المقاولة.

#### تصنيف حسب ملكية الرأسمال
- مقاولات عمومية: وهي كل مقاولة تمتلكها وتسيرها الدولة، مثل:
  - مستشفى الحسن الثاني بالرباط
  - الخطوط الجوية الإماراتية
  - البنك المركزي الكندي…

- مقاولات شبه عمومية: وهي المقاولات التي تشترك في تسييرها مسؤولون عند الدولة، وأعضاء من القطاع الخاص
- مقاولات خاصة: هي المقاولات التي يسيرها القطاع الخاص فقط.

#### تصنيف حسب حجم المقاولة
يمكن قياس حجم المقاولة حسب عدة معايير أهمها:
- عدد العاملين بها
- قيمة الرأسمال
- قيمة المبيعات
- حجم الإنتاج

وحسب حجم المقاولة أيضا نجد كذلك ثلاثة أنواع من المقاولات هي:
1. مقاولة كبيرة، مثل المكتب الوطني للسكك الحديدية، فيسبوك، شركة المراعي؛
2. مقاولة متوسطة، مثل مقاولات للبناء، فندق 5نجوم…
3. مقاولة صغيرة، مثل المتاجر، المكتبات، المخابز...

#### تصنيف حسب نشاط المقاولة
حسب هذا المعيار هناك ثلاثة أنواع من المقاولات:

##### قطاع أولي

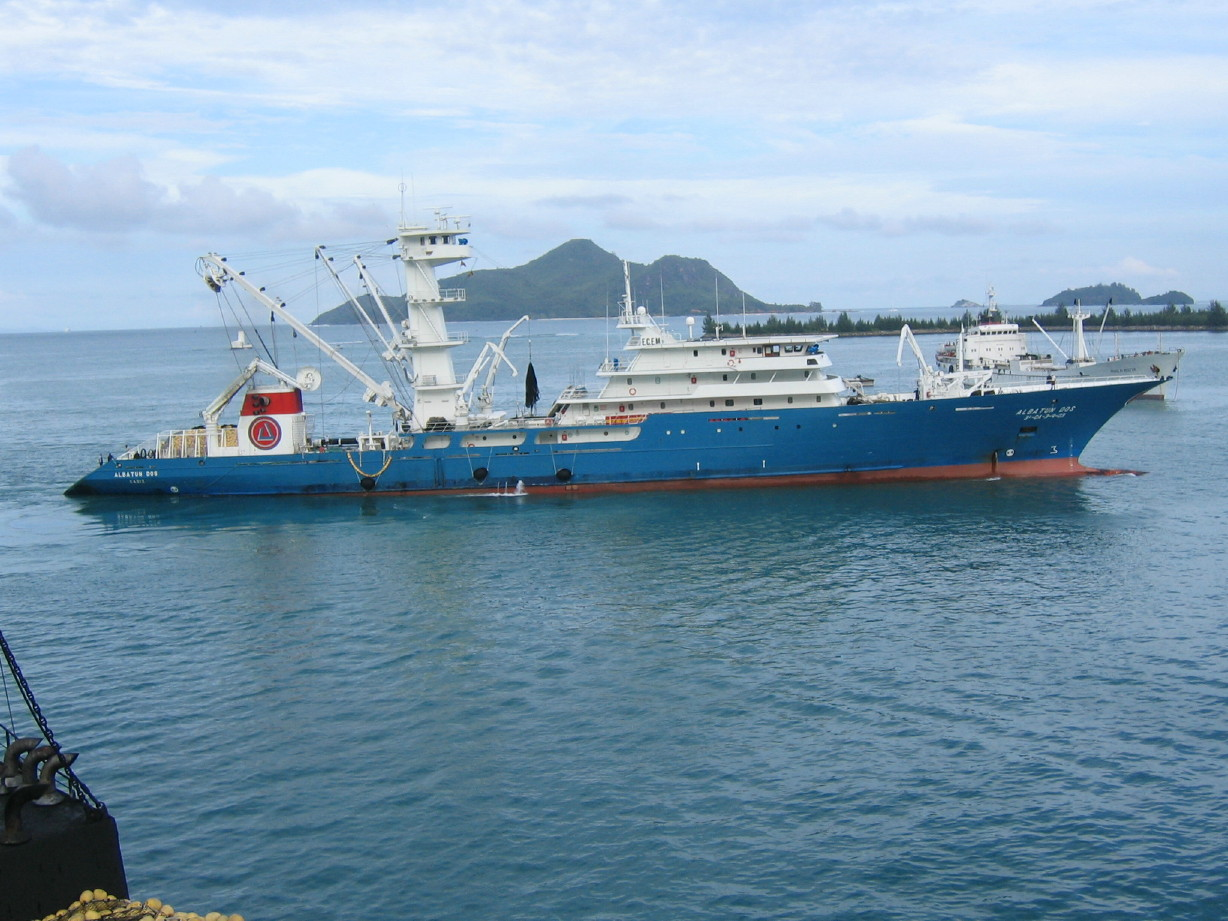
الصيد، من القطاعات الأولية

يضم هذا القطاع المقاولات التي تعتمد على الموارد الطبيعية ك:
- الصيد
- المناجم
- الغابات…

##### قطاع ثانوي

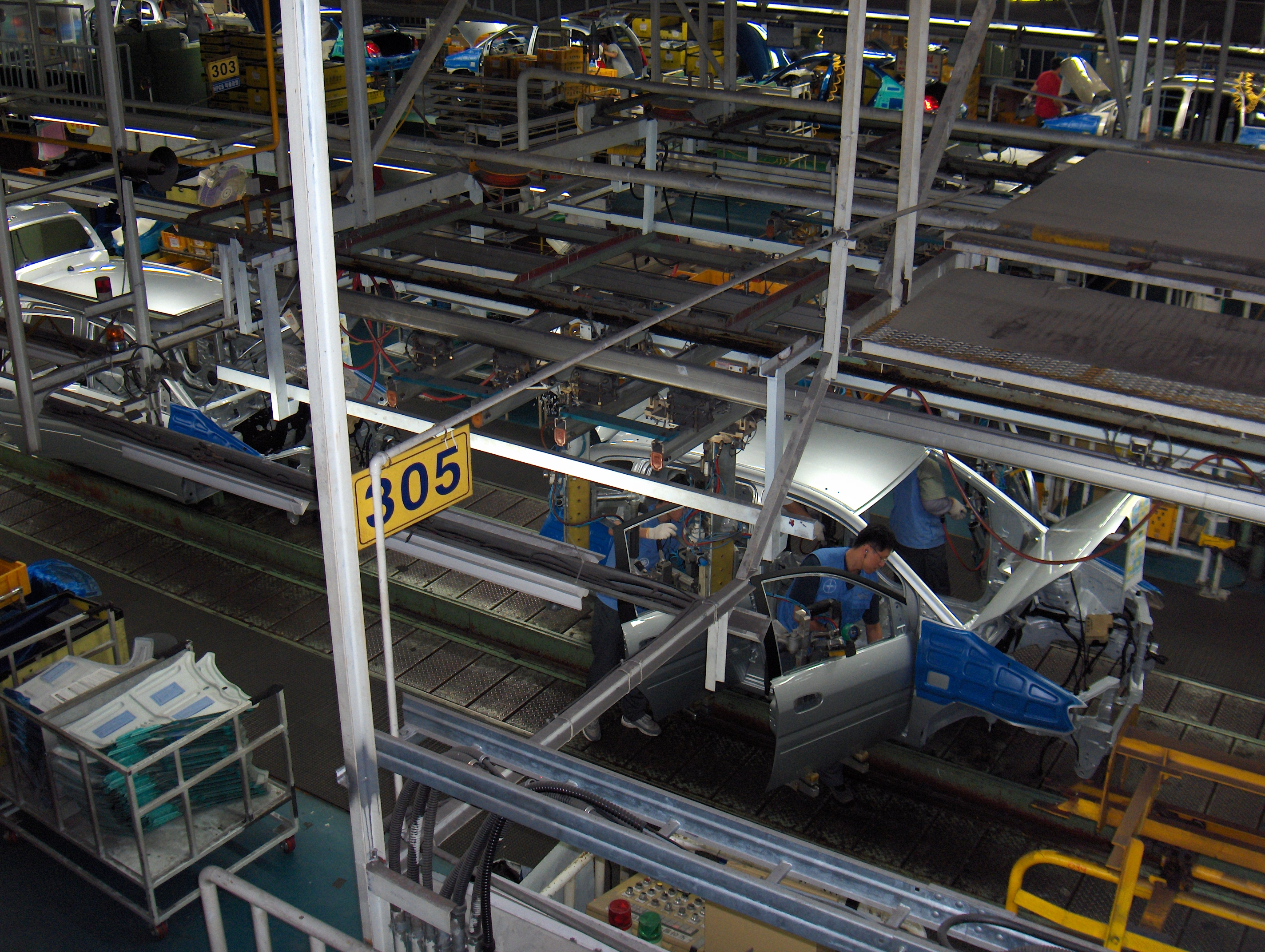
معامل السيارات، التي تعتبر من القطاع الثانوي.

يضم هذا القطاع المقاولات الصناعية مثل معامل تكرير الفوسفاط، معامل تركيب الأجهزة الإلكترونية…

##### قطاع ثالثي

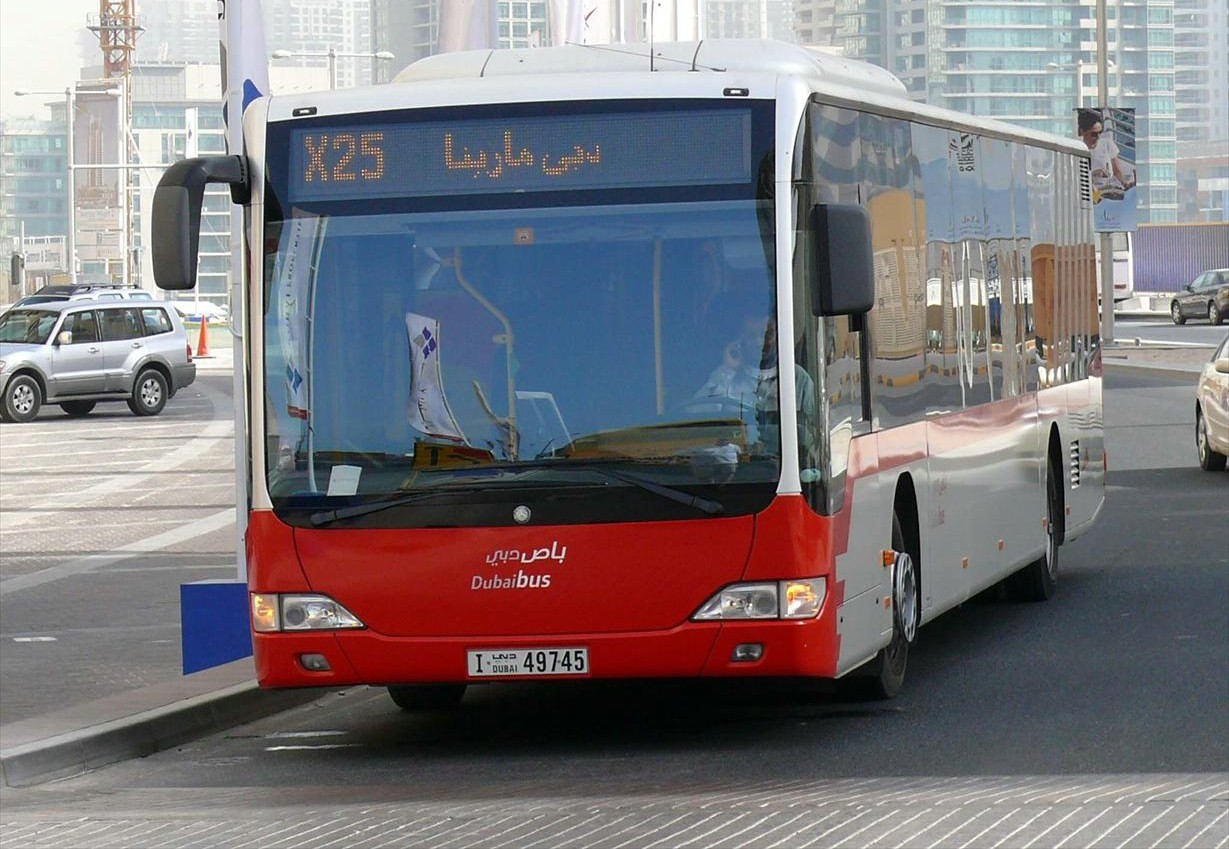
النقل الحضاري

يضم هذا القطاع المقاولات التي تقدم الخدمات أو الأنشطة التجارية كالنقل الحضاري…